# Notas de tango
Notas de tango  es una película documental de Argentina filmada en colores dirigida por Rafael Filippelli según su propio guion escrito en colaboración con David Oubiña sobre un cuento de Osvaldo Pedroso. El filme se registró en Super 16, video y se preestrenó en abril de 2001 en el Buenos Aires Festival Internacional de Cine Independiente.

## Sinopsis
Un director preproduce un filme sobre tango con una joven que no sabe qué rol tendrá, y mientras busca un actor y hace investigación con entrevistas, recuerda a un amigo obsesionado en “cultivar un estilo”.

## Reparto
Participaron del filme los siguientes intérpretes:
- Pablo Bardauil
- Elsa Berenguer
- Pablo Blitstein
- Josefina Darriba
- Carlos Fijman
- Rafael Filipelli
- Eugenio Monjeau
- Atilio Polverini
- Elvio Vitali
- Federico Monjeau
- Gustavo Mozzi
- Antonio Pisano
- Facundo Daguerre
- Néstor Marconi
- Oscar Giunta
- Gerardo Gandini

## Comentarios
En el catálogo del BAFICI, el crítico Quintín escribió:

”Jugando con la verdad y sus sombras, la película va desgranando un repertorio exquisito de temas musicales. En el fondo, es un filme didáctico que le hace perder el acento peyorativo a la expresión”

La publicación El Amante del Cine la definió como:

”Una película paradójica entre la ficción y el ensayo, que explra la muerte del tango y su vigencia.”

Gustavo Noriega en El Amante del Cine  opinó:

”Filipelli…pone las cosas en su lugar desde la autoridad: hablan los que saben, sin esperanzas, de un género que no puede sino persistir en su decadencia.”